# Mircea Lubanovici
Mircea Lubanovici s-a născut la 20 iulie 1958 în municipiul Suceava. A emigrat în SUA în 1985 (la vârsta de 27 ani) împreună cu soția sa Monica cu care este căsătorit din 1983.
La plecarea din țară au fost obligați să renunțe la cetățenia română, dar în 1993 au redobândit-o.
Are cinci copii: Lia (30), Gina (29), Roxanna "Roxy "(27), Delia (25) și Jonathan (23).

## Studii si activitate profesionala
În iunie 1976 a absolvit Școala Profesională din cadrul Liceului Industrial nr. 2, Suceava, continuându-și studiile liceale la seral și completându-le în iunie 1978.
În perioada iulie 1977 – octombrie 1978 a lucrat ca frezor în Intreprinderea de Reparații Auto, Suceava.
La eliberarea din serviciul militar a lucrat ca fotograf autorizat liber profesionist, din aprilie 1980 până în luna iunie 1985. A deschis un studio foto in Suceava.
În iunie 1985, dupa ce a obținut aprobările necesare și viza de intrare în SUA sponsorizată de părinții soției, a părăsit România ca emigrant cu tranzitul prin lagărul de refugiați din Roma, Italia, prin grija organizației Lutheran Child Services.

## Emigrant în SUA și businessman
Ajuns în Statele Unite a urmat cursuri intensive de limba engleză la colegiul "Harry Truman Community College" din Chicago, începând cu Iulie 1985 și până în Iunie 1986.
În perioada noiembrie 1985 – mai 1986 a urmat cursuri specializate "CNC programator operator" la Institutul "Power Engineering Institute" din Palatine, Illinois. Din luna mai 1986 și până în mai 1989 a lucrat ca Operator & Programator CNC la "Tool and Engineering Company" din Chicago, firma specializată pe producția de piese fine și de ansamblu pentru producătorul American de automobile "Ford".
În mai 1989 a deschis o firma de construcții – "M & M General Construction Company", specializată pe construcții și renovări de imobiliare rezidențiale, precum și de spații comerciale. Firma a funcționat până în vara anului 1992.
În noiembrie 1989 a mai deschis o firmă, impreună cu soția, numita "Continental Textiles", specializată pe import-export al produselor de textile.
În 1993 a redobândit cetățenia română.
În mai 1993 a urmat cursuri specializate import-export oferite de Camera de Comerț din orașului Portland.
În primavara anului 1994 a urmat cursuri de management și marketing la "Portland Community College".
A publicat numeroase articole în ziarul "Romanian Times" precum și în ziarul "Romanian Tribune" și revista "Romanian Impact Magazine" din Chicago.

## Implicare social-culturală și civică
Încă din primii ani de imigrare pe pământul american, Mircea Lubanovici a fost preocupat și pasionat de unitatea și prosperitatea comunităților românești din America. A căutat să participe și să susțină proiecte social-culturale diferite în scopul unei mai bune legături între asociații și biserici.
În 1996 a organizat primul centru de votare din Portland - Oregon, în cadrul alegerilor prezidentiale ale României, cu sprijinul Ambasadei Române din Washington DC. Ulterior a organizat din nou activitatea acestui centru de votare și cu sprijinul Consulatului General al României de la Los Angeles, făcând posibilă participarea în procesul electoral al cetățenilor români cu drept de vot din zona metropolei Portland la toate procesele electorale până in prezent.
În anul 2000, împreună cu regretatul Cristian Ioanide și omul de afaceri Beni Lucescu, din dorința de a comunica într-un mod pozitiv și altruist, a inființat ziarul independent “Romanian Times”, publicat la interval de două săptămâni, cu scopul de a contribui la o mai bună colaborare și unitate a tuturor românilor, indiferent de crezul denominațional creștin, stabiliți în zona Portland-Oregon și Vancouver-Washington.
În primăvara anului 2003 a deschis un studio de producție emisiuni TV al cărui scop primordial a fost realizarea emisiunilor cu caracter creștin “Păstorul Cel Bun” pentru misiunea creștină de caritate “The Messengers”. Folosind exemplul pildei păstorului care se bucură de fiecare oaie regasită, scopul acestor emisiuni este de a-l expune pe telespectator la provocarea de a se apropia de biserică, de Dumnezeu, de a trăi în pace și de a căuta buna înțelegere și conviețuire cu toți co-naționalii români, indiferent de apartenența religioasă.
În anul 2005 a convocat o întâlnire cu liderii spirituali ai tuturor bisericilor românești din zona orașelor Portland și Vancouver precum și numeroși oameni de afaceri proeminenți din această comunitate. Scopul întâlnirii a fost propunerea de a fonda o organizație comunitară care să sprijinească păstrarea și afirmarea identității românești. Astfel s-a format Romanian American Society, organizație compusă din două consilii de conducere: Consiliul Spiritual - format din liderii spirituali ai comunității, preoți și pastori de diferite confesiuni creștine deopotrivă; și Consiliul Oamenilor de Afaceri - format din patroni și manageri de firme, tot din comunitatea românească, oameni vorbiți de bine și apreciați pentru rezultatele lor cât și pentru integritatea cu care-și conduc afacerile. Consiliul Spiritual oferă asistență și balanță spirituală și morală românilor din această zonă fiind uniți pe diferite proiecte de interes comunitar, iar Consiliul Oamenilor de Afaceri se ocupă de partea administrativă și finanțarea proiectelor adopate de organizație.
August 2006 împreună cu alți membri inimoși din organizația Romanian-American Society a organizat campionatul românesc al amatorilor de fotbal cu participarea a 18 echipe ale românilor din Chicago, Detroit, Las Vegas, Los Angeles, Phoenix, Portland, Sacramento si Seattle.
În anul 2006, împreună cu Onorabilul James Rudd, Consul Onorific al României din Portland Oregon, precum și un grup de oameni de afaceri româno-americani membri ai organizatiei Romanian-American Society, a propus proiectul de înfrățire al orașului Portland cu municipiul Iași din România.
Și-a pus toate resursele la dispoziție pentru sprijinirea comunității romanesti din zona Portland - Oregon, bucurându-se mereu de sprijinul familiei sale.

## Viața de familie
- Căsătorit cu Monica Lubanovici din 20 iulie 1983.
- Împreună au 5 copii: Lia (30 de ani) necăsătorită – business manager în firma „Continental Textiles".
- Gina (29 ani) căsătorită cu Greg Lynch. Gina este business manager în metropola Seattle, post obținut după absolvirea Universității Northwest din Kirkland, statul Washington, în domeniul Business & Communication.
- Roxanna "Roxy" (27 ani) necăsătorită, studenta în anul 4 la Northwest University din Kirkland, în domeniul Psihologia Copilului.
- Delia (25 ani) necăsătorită, Northwest University din Kirkland, în domeniul Artei și al comunicațiilor. Înainte de absolvirea liceului a fost premiată cu „Homecoming Queen" (Regina Frumuseții), iar în 2006 și 2013 a câștigat premiul „Miss Seattle – Washington" la concurcul de frumusețe pentru adolescenți.
- Jonathan (23 ani) necăsătorit, elev în clasa a 12-a la Liceul Mountain View din Vancouver, Washington, unde este component al echipei de baschet a scolii.

## Apartenențe în Organizații Social-Culturale Romaâești din SUA
1998 – până în prezent, membru al Consiliului de Administrație (Board of Directors) al misiunii creștine caritabile "Helping Hands of America";
2000 - până în prezent, Editor și co-fondator al ziarului “Romanian Times” din Portland, Oregon;
2002 - până în prezent, membru al Consiliului de Administrație (Board of Directors) al misiunii creștine caritabile "The Messengers" din Portland;
2003 - 2007 – Editor/Director de Programe – Emisiunea Săptămânală TV "Păstorul Cel Bun" realizată de misiunea "The Messengers";
2005 – până în prezent, președintele organizației "Romanian American Society" din orașul Portland, Oregon;
2005 – până în prezent, membru al organizației "Congress of Romanian Americans" (CORA), din Washington, D.C.;
2006 - până în prezent, membru biroului director al organizatiei "Portland-Iasi Sister Cities";
Mai 2007 – Președintele secției de votare din Portland cu ocazia referendumului național

## Activitate Politică
În luna octombrie 2008 Mircea Lubanovici a fost validat de către PD-L să candideze la Camera Deputaților sub numele acestui partid în colegiul uninominal 3, circumscripția 43, reprezentând românii din America de Nord, Centrala și de Sud, Australia și Noua Zeelandă.
Contra candidații săi sunt: Ana Birchall (PSD+PC), Dancs Annamaria (UDMR), Miliana Ștefan (PNG-CD), Constantin Ciuciu Timoc (Independent).

## Articole în presă
- 2008, Oct. 22 - Romanian Global News - Mircea Lubanovici, editor al ziarului Romanian Times validat pentru a candida la Parlament Arhivat în 23 octombrie 2008, la Wayback Machine.
- 2008, Oct. 22 - RomanianVIP - Încă un român-american candidează la Parlamentul României
- 2008, Oct. 23 - Romanian Tribune - Interviu cu Mircea Lubanovici realizat de Octavian D. Curpas Arhivat în 18 martie 2014, la Wayback Machine.
- 2008, Nov. 13 - Vasile Bouleanu - Circumscriptia trei /groapa cu lei
- 2008, Nov. 19 - Mircea Dabacan (Jurnalist Independent) - Dintre ce candidati au de ales romanii din America si Australia pentru Camera Deputatilor?